# Alekséi Ovchinin
Alekséi Nikoláyevich Ovchinin (en ruso: Алексе́й Никола́евич Овчи́нин) (Rybinsk, óblast de Yaroslavl; 28 de septiembre de 1971) es un comandante de la Fuerza Aérea Rusa y cosmonauta seleccionado en 2006. Ovchinin hizo su primer vuelo espacial en 2016, y fue asignado como Comandante de Soyuz MS-10 en 2018. Durante la Expedición 60, fue el comandante de la Estación Espacial Internacional, como predecesor de Oleg Kononenko.

## Inicios
Se graduó de la escuela secundaria Nº 2 en la ciudad de Rybinsk. 
Desde agosto de 1988 hasta septiembre de 1990, fue cadete de Borisoglebsk Higher Military Pilot School y, de septiembre de 1990 a agosto de 1992, fue alumno de la Yeisk Higher Military Pilot School, donde se graduó como ingeniero de pilotaje. 
Desde agosto de 1992 hasta febrero de 1998, se desempeñó como piloto instructor en el Regimiento de Entrenamiento de Aviación (TAR) en la Escuela de Pilotos Militares Superiores de Yeisk. Desde febrero de 1998 hasta septiembre de 2003, fue piloto instructor y luego comandante de la sección de aviación del Instituto de Aviación Militar de Krasnodar (MAI) en Kotelnikovo (región de Volgogrado). Desde septiembre de 2003, hasta su incorporación como cosmonauta, se desempeñó como comandante de una unidad de aviación del 70.º Regimiento de Aviación de Entrenamiento de Pruebas Separadas de Propósito Especial (OITAPON). Tiene más de 1300 horas de vuelo en aviones Yak-52 y L-39. Ovchinin está calificado como Piloto Instructor de Segunda Clase. 
Por orden del ministro de Defensa de la Federación Rusa en 2012, fue destituido de las Fuerzas Armadas a la reserva. 

## Carrera como cosmonauta
El 11 de octubre de 2006, en la reunión de la Comisión Interdepartamental para la selección de cosmonautas, se lo recomendó como candidato a cosmonauta en el Centro de Capacitación de Cosmonautas Yuri Gagarin.
Del 16 al 22 de junio de 2008, en Sebastopol, participó en la formación de vehículos de descenso junto con Robert Thirsk (Canadá) y Richard Garriott (EE. UU.). El entrenamiento fue específicamente para aterrizar en el agua. 
El 9 de junio de 2009, se clasificó como "cosmonauta de prueba" y recibió el Certificado No. 205. El 1 de agosto de 2009 fue nombrado cosmonauta de prueba del Centro de Capacitación de Cosmonautas Yuri Gagarin. En octubre de 2009, en el Cosmódromo de Baikonur, participó en la capacitación en el Mini Módulo de Investigación (MRM). El 26 de abril de 2010 fue certificado como cosmonauta del destacamento NII FGBU del Centro de entrenamiento de cosmonautas Yuri Gagarin. En septiembre de 2013, participó en la misión CAVES (Aventura cooperativa desde la valoración y el ejercicio del comportamiento humano y habilidades de desempeño) en las cuevas de Sa Grutta en la isla de Cerdeña (Italia). Durante la misión, cinco astronautas y cosmonautas ( Michael Barratt, Jack Fisher, Jeremy Hansen, Paolo Nespoli y Satoshi Furukawa) de diferentes agencias espaciales trabajaron en un equipo multicultural y multiétnico en condiciones subterráneas extremas.
Se formó como parte del equipo de respaldo para Soyuz TMA-16M, cuyo lanzamiento tuvo lugar el 27 de marzo de 2015. En el otoño de 2015, Ovchinin y el cosmonauta Oleg Skripochka probaron 160 platos culinarios, diseñados para astronautas a bordo de la ISS, durante un período de 8 días. Los alimentos fueron evaluados en una escala de 9 puntos. 

### Expedición 47/48

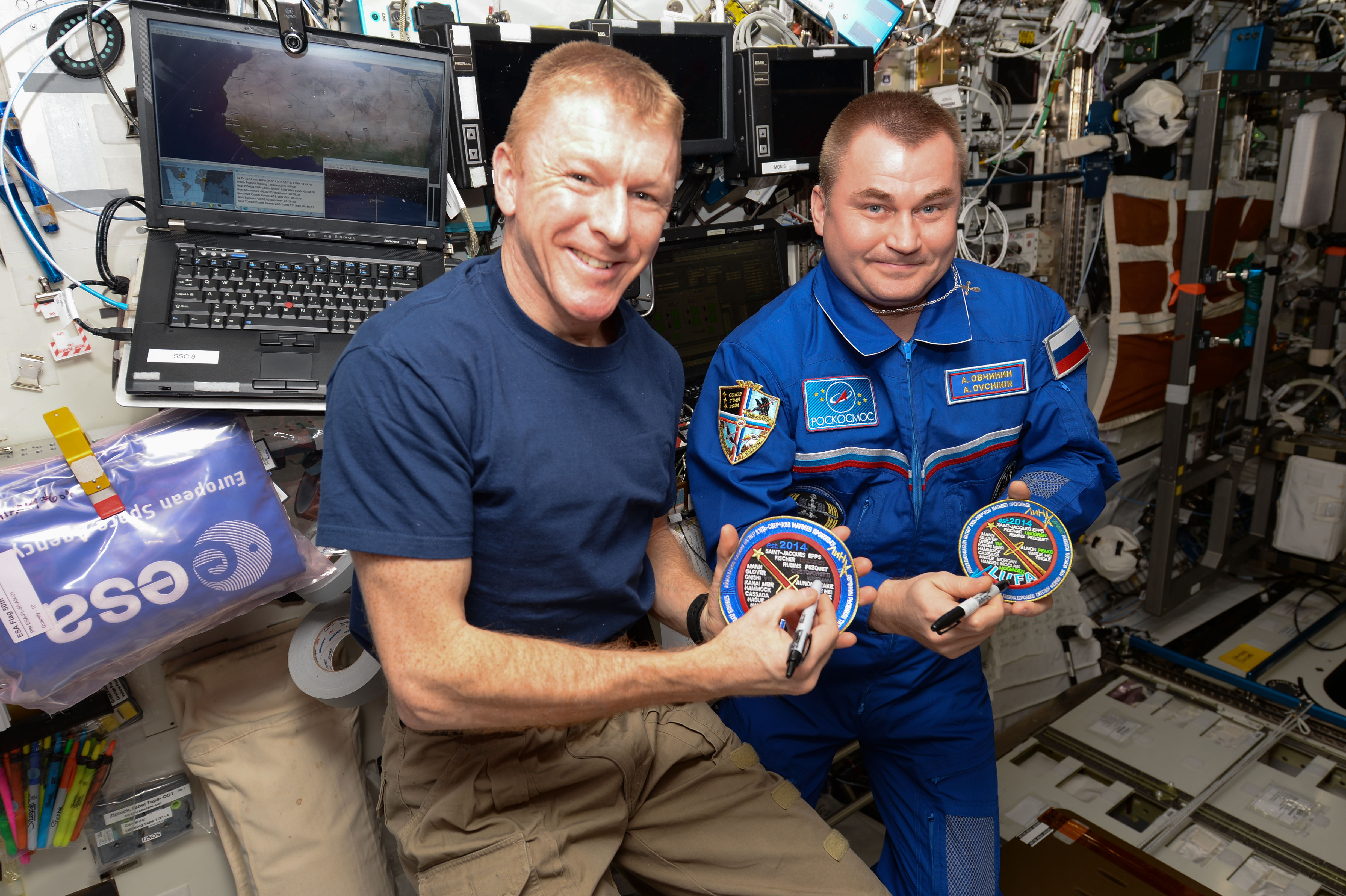
Ovchinin con el tripulante de la Expedición 47, Tim Peake

Ovchinin fue lanzado al espacio en su primer vuelo como el comandante del Soyuz TMA-20M, que se ejecutó el 18 de marzo de 2016 a las 21:26 GMT, para unirse a la Estación Espacial Internacional como parte de la Expedición 47/48. Regresó a la Tierra con sus compañeros de tripulación el 7 de septiembre de 2016 después de 172 días en órbita. 

### Expedición 57 (abortada en aire)
El 11 de octubre de 2018, Ovchinin y Nick Hague abordaron la Soyuz MS-10 camino a la Estación Espacial Internacional para unirse a la Expedición 57, pero el lanzamiento fue abortado a mitad del vuelo debido a un fallo en el impulso; La tripulación aterrizó a salvo después de un descenso balístico. Durante el vuelo de MS-10, la nave espacial Soyuz abortó a una altitud de alrededor de 50 kilómetros (31,1 mi) y alcanzó un apogeo de 93 kilómetros (57,8 mi), justo antes de la línea Kármán, antes de aterrizar 19 minutos y 41 segundos después del lanzamiento.

### Expedición 59/60
Ovchinin se lanzó nuevamente a la ISS el 14 de marzo de 2019, viajando en Soyuz MS-12 con los astronautas estadounidenses Nick Hague y Christina Koch. El trío se unió a la tripulación de la Expedición 59, junto con el comandante Oleg Kononenko y los ingenieros de vuelo David Saint-Jacques y Anne McClain. Después de la partida de Kononenko, Saint-Jacques y McClain en julio de 2019, Ovchinin se convirtió en el comandante de la estación espacial, como parte de la Expedición 60, precedido en la Expedición 61 por Luca Parmitano.

## Vida familiar
Está casado con su esposa, Svetlana, y tiene una hija, Yana (nacida en 2007). Sus pasatiempos incluyen la caza, la pesca y la música.[cita requerida]